# Вилага (Белуно)
Вилага је насеље у Италији у округу Белуно, региону Венето.
Према процени из 2011. у насељу је живело 47 становника. Насеље се налази на надморској висини од 294 м.